# Från de döda
Från de döda är en svensk novellfilm från 1990 i regi av Angelica Lundqvist, med Peter Haber, Lennart Hjulström och Peter Stormare i huvudrollerna. Den handlar om en man som berättar en spökhistoria från ett gods där han tidigare har arbetat. Förlaga är novellen med samma namn av Ola Hansson.
Filmen hade premiär 17 november 1990 på festivalen Filmens dag i Stockholm. Den visades på TV2 2 april 1992.

## Medverkande
- Peter Haber som schackspelare
- Lennart Hjulström som godsägare
- Peter Stormare som schackspelare
- Anita Ekström som godsägarens hustru
- Tor Isedal som äldre arbetare
- Majlis Granlund som äldre kvinna
- Kristina Törnqvist som den unga kvinnan